# Glambæk
Glambæk (in tedesco: Burg Glambek) è stato un castello dell'isola di Fehmarn, nella parte nord-orientale dell'attuale stato tedesco dello Schleswig-Holstein.
Il castello fu costruito nel XIII secolo da Valdemaro II di Danimarca per proteggere le terre tra il mar Baltico e il Burger Binnensee. Il castello fu perso all'inizio del XV secolo ma poi ripreso da Eric di Pomerania nel 1416. Durante la guerra dei trent'anni fu preso e distrutto nel 1627 da Johann Tserclaes, conte di Tilly.